# Улица Малахова
У́лица Мала́хова — одна из центральных улиц Барнаула.
Улица проходит по 3 районам города — Индустриальному, Ленинскому и Октябрьскому, от промышленной зоны на севере города до Власихинской улицы около Барнаульского ленточного бора на юго-западе. В районе Юбилейного парка и улицы Антона Петрова, улица Малахова незначительно меняет своё направление.
Протяжённость улицы — 7,2 км. Ширина — 30 метров. Трамвайные пути проложены на всём протяжении улицы от участка пр. Космонавтов до участка ул. Власихинская. Троллейбусные линии проложены по ул. Малахова от участка пр. Космонавтов до участка Балтийской ул.
Своё название улица получила в середине XX века в честь командира эскадрильи штурмовиков Героя Советского Союза Н. М. Малахова.
Сегодня на всем протяжении улицы находятся 9-этажные панельные дома, 5-этажные «хрущевки» и дома барачного типа. Улица пересекает одну из рек города — Пивоварку рядом со входом в Юбилейный парк. В южной оконечности улицы находятся Власихинское кладбище и «Завод Кристалл». В северной части — ДК Моторостроителей.
Улица Малахова имеет 3 кольца в местах пересечения с улицами Юрина, Антона Петрова и Власихинская, а также большую транспортную развязку с Павловским трактом.